# Анклух
Анклух (дарг. ГӀянкӀлух) — село в Агульском (до 1935 — в Дахадаевском районе) Дагестана. Входит в состав сельского поселения «Сельсовет „Амухский“».

## География
Расположено на реке Анклухчай (бассейн реки Уллучай), в 24 км к северу от села Тпиг, на границе с Дахадаевским районом.

## Население
По переписи 1895 года в селе зарегистрировано 32 дома, 87 мужчин и 90 женщин.
| 1895 | 1926 | 1939 | 1970 | 1989 | 2002 | 2008 |
| ---- | ---- | ---- | ---- | ---- | ---- | ---- |
| 177  | ↗195 | ↗240 | ↗274 | ↘0   | →0   | →0   |
| 2010 | 2021 |      |      |      |      |      |
| ↗13  | ↘5   |      |      |      |      |      |

## История
Казикумухское ханство со всеми его населёнными пунктами в период Мухаммад-хана сына Сурхай-хана описано Иоганн Антон Гильденштедтом в 18 веке. Среди них под номером 79 вместе с соседним сёлами числился и Анклух  
« …Уста; 78. Кунки; 79. Ханклуги; 80. Камеки; 81. Худуци…»
с 1860 года в составе Аштикулинского наибства Кази-Кумухского округа. 